# Cantón de Chalon-sur-Saône-Oeste
El cantón de Chalon-sur-Saône-Oeste era una división administrativa francesa, que estaba situada en el departamento de Saona y Loira y la región de Borgoña.

## Composición
El cantón estaba formado por una comuna, más una fracción de la comuna que le daba su nombre:
- Chalon-sur-Saône (fracción)
- Châtenoy-le-Royal

## Supresión del cantón de Chalon-sur-Saône-Oeste
En aplicación del Decreto nº 2014-182 de 18 de febrero de 2014, el cantón de Chalon-sur-Saône-Oeste fue suprimido el 22 de marzo de 2015 y sus 2 comunas pasaron a formar parte; una del nuevo cantón de Chalon-sur-Saône-1 y la fracción de la comuna que le daba su nombre se unió con las demás fracciones para que, por medio de una reestructuración cantonal, fueran creados los nuevos cantones de Chalon-sur-Saône-1, Chalon-sur-Saône-2 y Chalon-sur-Saône-3.